# Villamblain
Villamblain ist eine französische Gemeinde mit 279 Einwohnern (Stand: 1. Januar 2022) im Département Loiret in der Region Centre-Val de Loire. Sie gehört zum Arrondissement Orléans und zum Kanton Meung-sur-Loire. Die Einwohner werden Villamblainais genannt.

## Geographie
Villamblain ist die westlichste Gemeinde des Départements Loiret. Sie liegt etwa 28 Kilometer westnordwestlich von Orléans. Umgeben wird Villamblain von den Nachbargemeinden Péronville im Norden und Nordosten, La Chapelle-Onzerain im Osten und Nordosten, Tournoisis im Osten, Épieds-en-Beauce im Süden und Südosten, Beauce la Romaine im Süden und Südwesten, Villemaury im Westen sowie Villampuy im Nordwesten.
Durch die Gemeinde führt die frühere Route nationale 155 (heutige D955).

## Bevölkerungsentwicklung
| Jahr                       | 1962 | 1968 | 1975 | 1982 | 1990 | 1999 | 2008 | 2018 |
| Einwohner                  | 365  | 316  | 255  | 253  | 227  | 214  | 271  | 287  |
| Quellen: Cassini und INSEE |      |      |      |      |      |      |      |      |

## Sehenswürdigkeiten
- Kirche Saint-Germain